# Boris Gregorka
Boris Gregorka, slovenski telovadec, sodnik in trener, * 2. avgust 1906, Brezina pri Brežicah (danes Brežice), † 16. marec 2001, Ljubljana.
Gregorka je bil eden od slovenskih telovadcev »zlate dobe«. Nastopil je na dveh poletnih olimpijskih igrah in več svetovnih prvenstvih. Kasneje je bil trener telovadca Mira Cerarja.
Ob devetdesetletnici 1996 je prejel Srebrni častni znak Republike Slovenije za življenjsko delo na področju športne vzgoje ter s tem za mednarodno uveljavljanje dobrega imena Slovenije.
Leta 2000 je prejel Valvasorjevo častno priznanje.